# Cyrtopodium witeckii
Cyrtopodium witeckii é uma orquídea do gênero Cyrtopodium, considerada endêmica do Rio Grande do Sul, Brasil .
Planta terrestre encontrada em encostas com afloramento rochosos no município de Santa Maria, estado do Rio Grande do Sul.Planta com pseudobulbos ovóides com 5,0 cm de altura completamente enterrados no solo, as folhas em número de 05 são oblongo-lanceoladas, coriáceas, plicadas, com 27,0 cm de comprimento e 4,0 cm de largura na parte mediana, posicionam-se para o alto competindo com a altura das hastes florais. Haste floral sem ramificações e com 30,0 cm de altura, flores ornamentais, perfumadas, numerosas (15) e aglomeradas com 3,0 cm de diâmetro, são basicamente de uma delicada tonalidade amarelo-esverdeada após desabrochar e, posteriormente, tornam-se apenas esverdeadas; as partes apicais das pétalas são marcadas levemente com manchas e pintas marrom-avermelhadas; o labelo trilobado é completamente purpúreo exibindo um calo verrugoso amarelo.

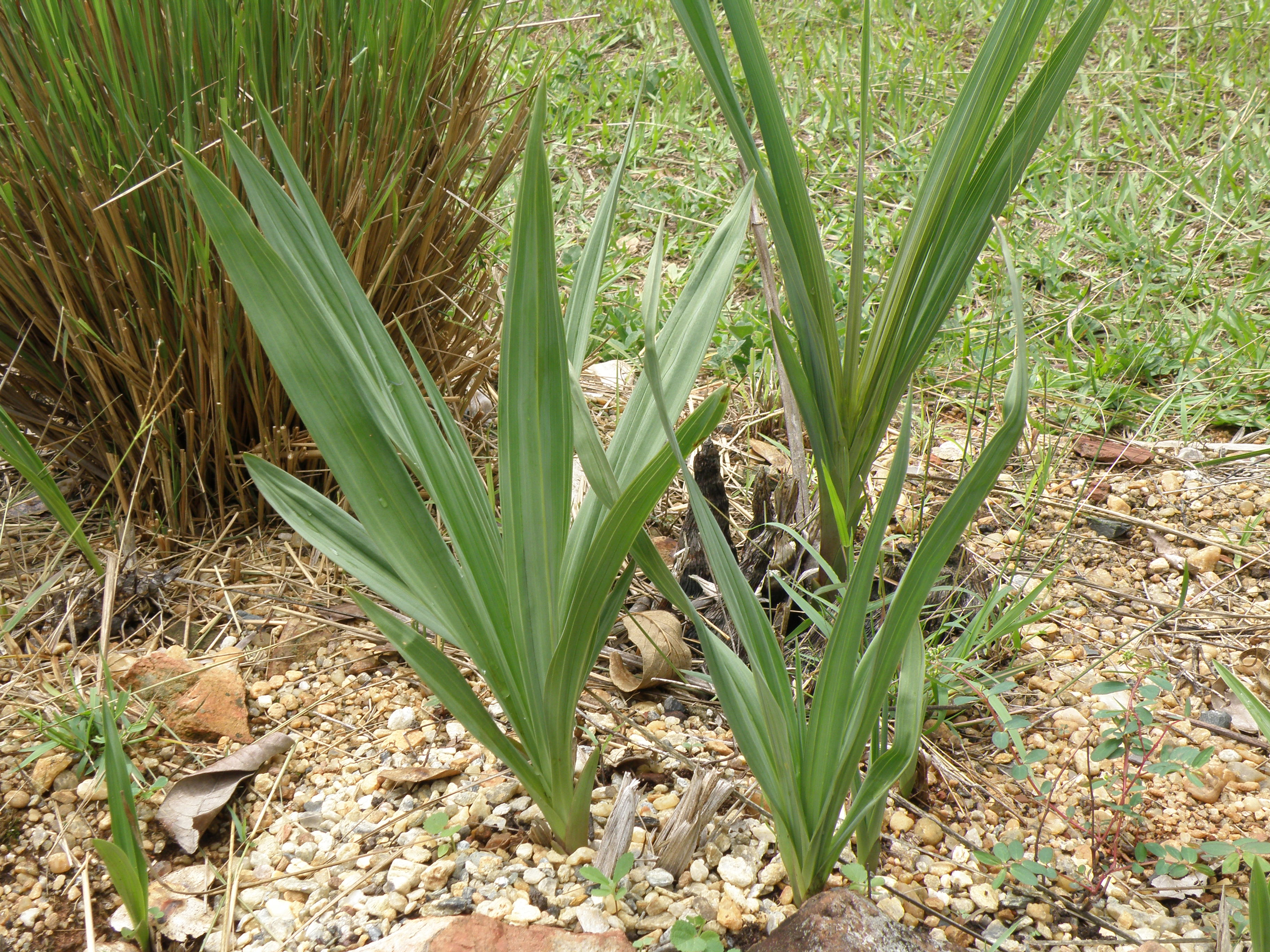
Aspecto da parte vegetativa de Cyrtopodium witeckii

As flores do Cyrtopodium witeckii podem ser confundidas com as do Cyrtopodium brandonianum, mas a morfologia da planta certifica o quanto as duas espécies são diferentes.

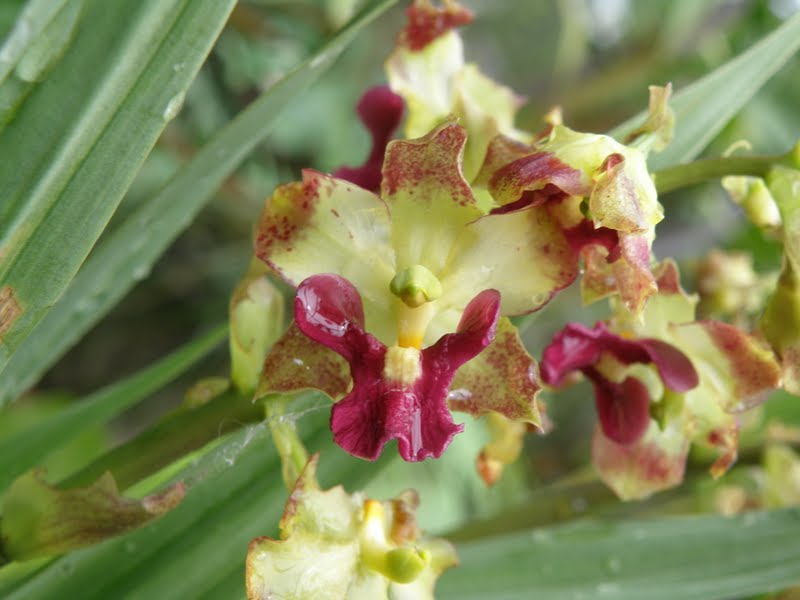
Inflorecência de Cyrtopodium witeckii

Cyrtopodium witeckii floresce entre outubro, primavera brasileiro.